# Transvaalrotslijster
De transvaalrotslijster (Monticola brevipes pretoriae) is een ondersoort van de  zangvogel Monticola brevipes uit de familie Muscicapidae (Vliegenvangers). 

## Verspreiding en leefgebied
Deze soort komt voor in de bergen van zuidoostelijk Botswana tot westelijk Transvaal.